# FK Ekranas Panevėžys
El FK Ekranas Panevėžys fou un club de futbol lituà de la ciutat de Panevėžys.
Va ser fundat el 1964. L'any 2015 el club es dissolgué per problemes econòmics.

## Palmarès
- Lliga lituana de futbol: 4
  - 1985, 1993, 2005, 2008

- Copa lituana de futbol: 3
  - 1985, 1998, 2000

- Supercopa lituana de futbol: 2
  - 1998, 2006

## Futbolistes destacats
- Marius Stankevičius (al Brescia el 2001)
- Edgaras Česnauskis (al Dynamo Kiev el 2002)
- Deividas Česnauskis (al Dynamo Moscou el 2000)
- Vaidotas Šlekys (al FC Wil el 1993)
- Egidijus Majus (al Zenit St Petersburg el 2004)
- Darius Gleveckas (al Xakhtar Donetsk el 1998)
- Mantas Savėnas (al Novotroick Nosta el 2008)